# دبليو. ديفيس ميريت
دبليو. ديفيس ميريت (بالإنجليزية: W. Davis Merritt)‏ هو صحفي أمريكي، ولد في 29 أكتوبر 1936.